# 60 دقيقة
60 دقيقة (60 Minutes) هو برنامج تلفزيوني تحقيقي أمريكي، يعرض على قناة CBS منذ 24 سبتمبر 1968. يعد من أول برامج المجلات الإخبارية التلفزيونية (newsmagazine).
بحلول عام 1975، استقر وقت البرنامج فعرض مساء كل أحد. قدم 60 دقيقة برنامجين أو ثلاثة برامج وثائقية قصيرة منفصلة أسبوعيًّا، تحت إشراف تحريري من قبل المنتج التنفيذي دون هيويت، الذي كان مرتبطاً بالبرنامج منذ بدايته. من بين المراسلين الذين ظهروا في البرنامج: مايك والاس، وهاري ريسونير، ومورلي سيفر، ودان راذير، وإد برادلي، وديان سوير، وميريديث فييرا، وستيف كروفت، وليزلي ستال. بسبب النجاح الكبير، قامت الكثير من الشبكات التلفزيونية بإنشاء برامج على غرار برنامج 60 دقيقة. في عام 1999، قدمت CBS جزءا ثانياً من البرنامج باسم 60 Minutes II.

## الجوائز والتكريمات
تم تكريم البرنامج في عدد من المهرجانات الاعلاميه.

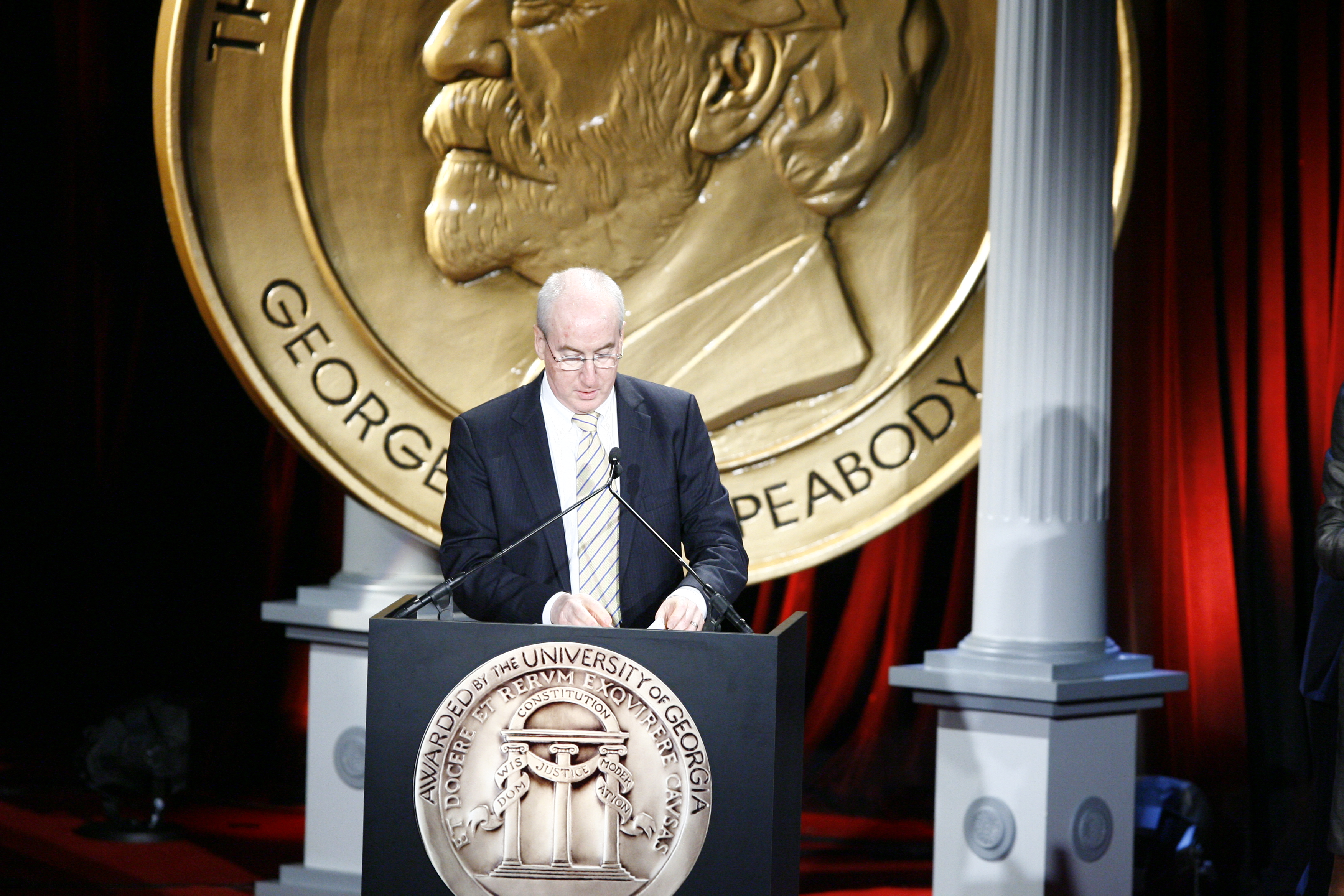
الصحفي هنري شوستر من برنامج 60 Minutes يتلقى جائزة بيبودي – مثال على التقدير الدولي للأعمال الصحفية.

## وصلات خارجية
- صفحة البرنامج في موقع CBS News

60 دقيقة على موقع IMDb (الإنجليزية)
- 60 دقيقة على موقع ميتاكريتيك (الإنجليزية)
- 60 دقيقة على موقع الموسوعة البريطانية (الإنجليزية)
- 60 دقيقة على موقع روتن توميتوز (الإنجليزية)
- 60 دقيقة على موقع كينوبويسك (الروسية)
- 60 دقيقة على موقع قاعدة بيانات الفيلم (الإنجليزية)